# Šenov u Nového Jičína

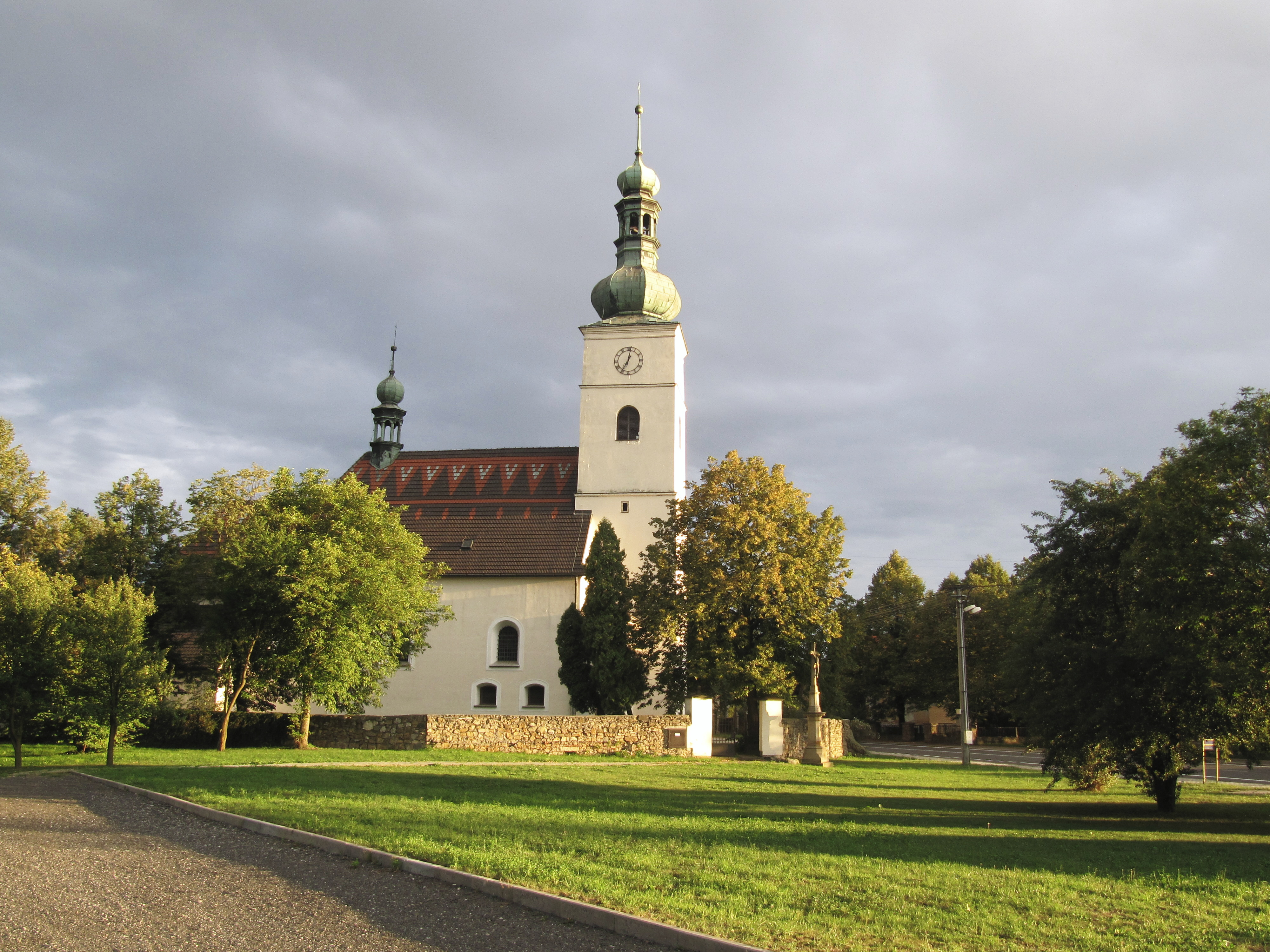
Kirche des hl. Martin

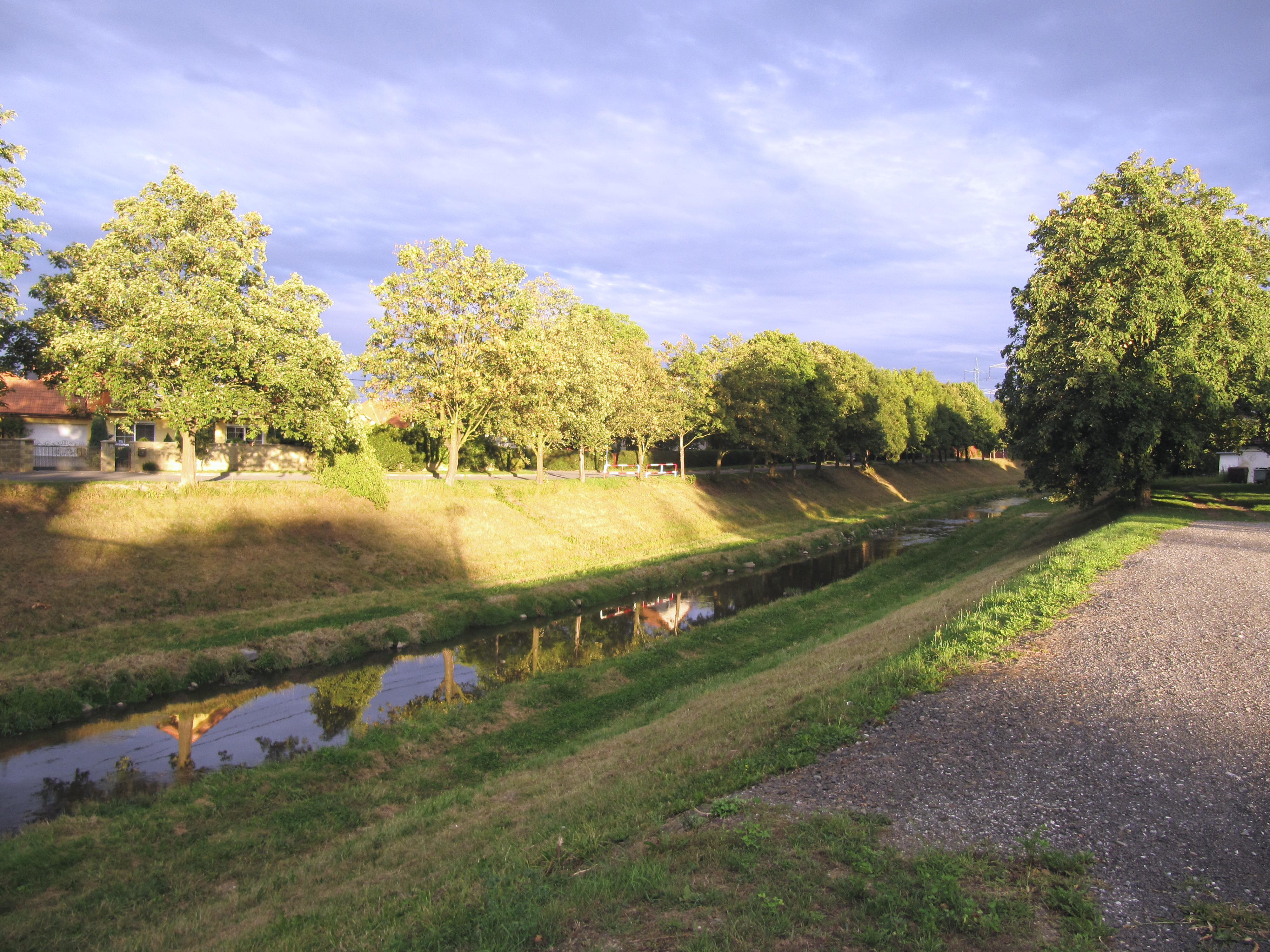
Die Jičínka in Šenov

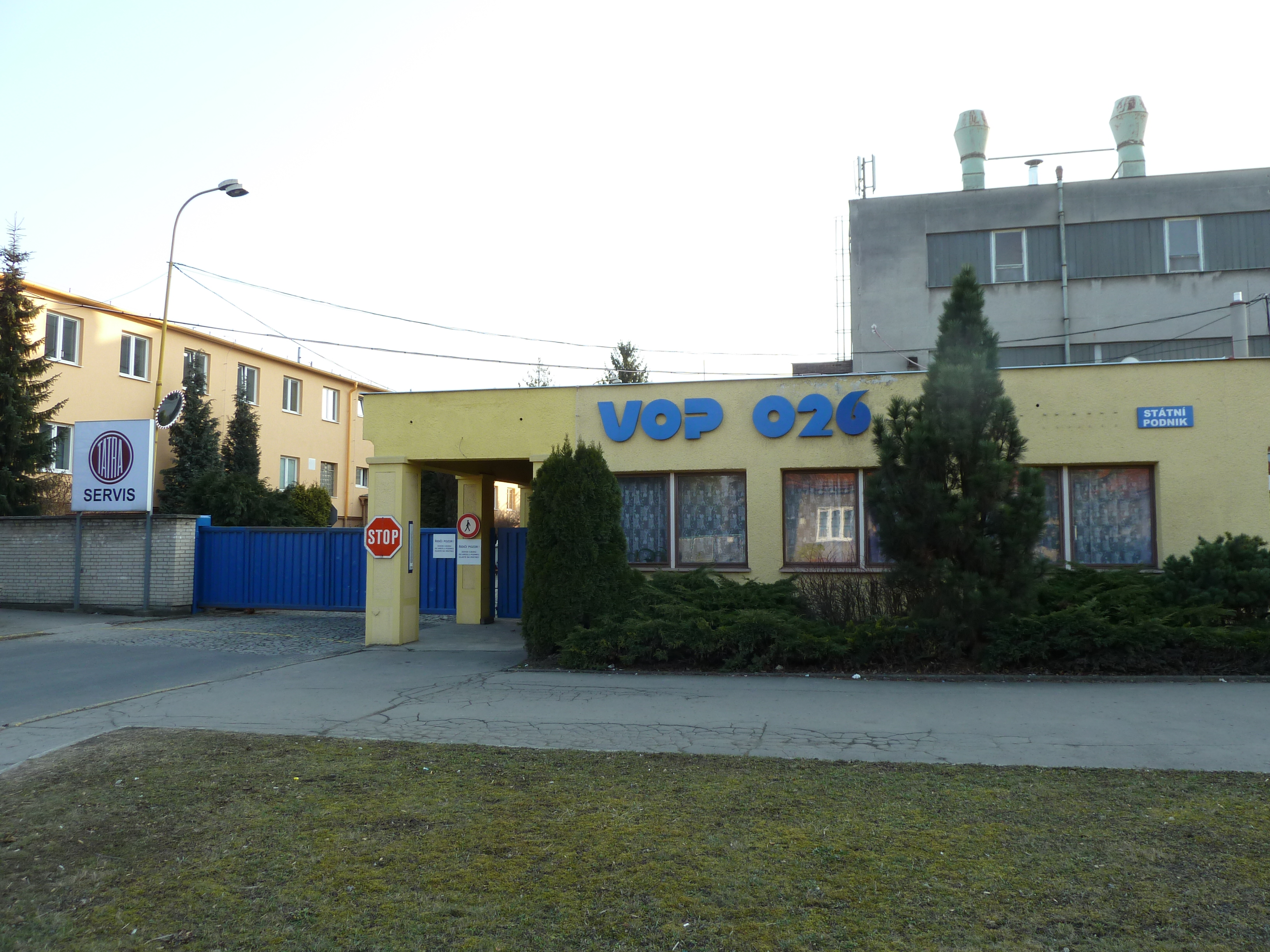
Staatsbetrieb VOP 026

Šenov u Nového Jičína, bis 1994 Šenov (deutsch Schönau) ist eine Gemeinde in Tschechien. Sie liegt unmittelbar nördlich von Nový Jičín und gehört zum Okres Nový Jičín.

## Geographie
Šenov u Nového Jičína erstreckt sich im Kuhländchen auf einer Länge von drei Kilometern beiderseits des Flusses Jičínka (Titsch), in die im Oberdorf die Grasmanka (Itschina) und im Unterdorf der Bernartický potok einmünden. Durch das Dorf führt die Staatsstraße I/57 zwischen Nový Jičín und Fulnek; sie kreuzt sich im südlichen Teil der Gemarkung mit der den Ort querenden I/48 zwischen Bělotín und Příbor. Am westlichen Ortsrand verläuft die Bahnstrecke Suchdol nad Odrou–Nový Jičín město. Im Norden erhebt sich die Čarodějka (308 m n.m.), südlich die Kaní hůra (320 m n.m.) sowie im Westen der Panský kopec (358 m n.m.) und der Salaš (364 m n.m.). Gegen Nordwesten liegt der Landschaftsschutzpark Poodří.
Nachbarorte sind Kunín, Hukovice und Zámeček im Norden, Libhošť und Závišice im Osten, Sirkové Lázně und Dolní Předměstí im Südosten, Nový Jičín und Loučka im Süden, Vlčnov im Südwesten, Pod Salašem und Bernartice nad Odrou im Westen sowie Lesní Mlýn, Mankovice und Suchdol nad Odrou im Nordwesten.

## Geschichte
Das Dorf wurde vermutlich zwischen 1258 und 1293 während des Landesausbaus als typisches Waldhufendorf angelegt. Wahrscheinlich wurde Schönau zusammen mit dem sich flussabwärts anschließenden Kunewald gegründet, die Schönauer St. Martins-Kirche mit dem Friedhof bildete den Mittelpunkt beider Dörfer.
Die erste urkundliche Erwähnung der Pfarre Schena erfolgte im Jahre 1383 als Teil der Herrschaft Titschein. Besitzer waren zu dieser Zeit die Herren von Krawarn. Später folgten u. a. die Herren von Boskowitz und ab 1500 die Herren von Zierotin. Nach dem Tod des Viktorin von Zierotin teilten sich dessen beide Söhne im Jahre 1533 das Erbe; Wilhelm erhielt Alttitschein, seinem Bruder Friedrich fiel Neutitschein mit der Burg und dem Städtchen Stramberg sowie Schönau und weiteren zehn Dörfern zu. 1558 kaufte sich die Stadt Neutitschein frei und erwarb zudem auch Stramberg und die elf Dörfer. Nach der Schlacht am Weißen Berg konfiszierte König Ferdinand II. 1621 die Stadt Neutitschein mit ihren Gütern und verlieh die Herrschaft 1624 der Olmützer Jesuitenstiftung. In den Jahren 1705, 1742, 1760 und 1779 verursachten Hochwasser der Titsch starke Schäden. Nach der Aufhebung des Jesuitenordens wurde die Herrschaft Neutitschein 1781 ohne die Stadt Neutitschein, die 1775 wieder aus der Untertänigkeit befreit wurden war, der Theresianischen Ritterakademie übereignet. Der dicht an der Poststraße nach Freiberg gelegene obere Meierhof wurde 1789 aufgehoben und in eine Wollzeugfabrik umgestaltet, die aber keinen langen Bestand hatte. In den Jahren 1805 und 1806 brach die Cholera aus. 1814 wurde in Schönau ein neues Schulhaus errichtet.
Im Jahre 1835 bestand das im Prerauer Kreis an der Handelsstraße von Neutitschein nach Fulnek gelegene Dorf Schönau bzw. Ssanow aus 171 Häusern, in denen 1255 Personen lebten. Haupterwerbsquelle bildete die Landwirtschaft, insbesondere die Viehzucht. Außerdem leisteten die Bauern Fuhrdienste für Neutitscheiner Tuchmacher und Weber. Unter herrschaftlichem Patronat standen die Pfarrkirche St. Martin, die Pfarre und die Trivialschule. Im Ort gab einen herrschaftlichen Meierhof, ein herrschaftliches Branntweinhaus, zwei dreigängige Mühlen, drei Walkmühlen und eine Brettsäge. Im ehemaligen oberen Meierhof an der Gemarkungsgrenze mit der Unteren Vorstadt befand sich ein Wirtshaus. Bis zur Mitte des 19. Jahrhunderts blieb Schönau der Herrschaft Neu-Titschein untertänig.
Nach der Aufhebung der Patrimonialherrschaften bildete Schönau / Šenov ab 1849 eine Gemeinde im Gerichtsbezirk Neutitschein. Ab 1869 gehörte Schönau zum Bezirk Neutitschein. Zu dieser Zeit hatte das Dorf 1267 Einwohner und bestand aus 173 Häusern. Im selben Jahr setzte die Industrialisierung des Dorfes ein; auf den Feldern des oberen Meierhofes errichtete der Hutmacher August Peschel die Hutfabrik A. Peschel. 1871 entstand eine Brennspiritusfabrik. 1879 gründete Josef Rotter eine Fabrik für Kutsch- und Eisenbahnlaternen. Im Jahre 1880 nahm die Neutitscheiner Lokalbahn den Verkehr auf der Bahnstrecke Zauchtel–Neutitschein auf. Da die alte Schule zu klein geworden war, erfolgte 1900 der Bau eines neuen Schulhauses. Im Jahre 1900 lebten in Schönau / Šanov 2584 Personen, 1910 waren es 2964. Nach dem Ersten Weltkrieg stellte die Laternenfabrik ihre Produktion zunächst auf Haushaltsgegenstände aus Aluminium um; als die Tatra-Werke in Nesselsdorf mit der Herstellung wassergekühlter Fahrzeuge begannen, erfolgte der Umstieg auf den Kühlerbau. Die neue Schule wurde 1919 vom tschechoslowakischen Staat beschlagnahmt und darin eine tschechische Minderheitenschule eingerichtet; daraufhin erweiterte die Gemeinde das alte Schulhaus für den Unterricht der deutschen Kinder. 1921 gründete der Neutitscheiner Hutfabrikant Fritz Hückel in Schönau die Kleinautowerke Fritz Hückel, die Mitte der 1930er Jahre ihre Produktion einstellten. Nach dem Neubau einer großen tschechischen Schule wurde die ehemalige neue Schule als Sitz der Gemeindeverwaltung und Bücherei genutzt. Im Jahre 1930 bestand Schönau aus 368 Häusern und hatte 3218 Einwohner. Nach dem Münchner Abkommen wurde das überwiegend deutschsprachige Dorf 1938 dem Deutschen Reich zugeschlagen. 1939 lebten in der Gemeinde 3011 Personen, darunter 244 Tschechen. Im Jahr darauf wurde Schönau Teil des Verbundes von sechs Gemeinden, der von der Stadt Neu Titschein verwaltet wurde. Bis 1945 gehörte Schönau zum Landkreis Neu Titschein. Nach dem Ende des Zweiten Weltkrieges kam das Dorf zur Tschechoslowakei zurück, die meisten der deutschsprachigen Bewohner wurden 1946 vertrieben. Nach der Verstaatlichung firmierte die Kühlerfabrik unter dem Namen Joro, später Autopal, heute Varroc Lighting Systems.
Zum 1. Januar 1949 fusionierte die Gemeinde Šenov mit der Stadt Nový Jičín. Erst Beginn des Jahres 1974 wurde Šenov als Ortsteil Nový Jičín II ausgewiesen. Nach der Samtenen Revolution strebten die Bewohner von Šenov im Jahre 1990 die Rückkehr in die Eigenständigkeit an. Nachdem dies noch seitens der Stadt verhindert werden konnte, bildete sich 1993 eine Bürgerkommission, die am 7. August 1993 ein erfolgreiches Referendum zustande brachte. Zum 1. Januar 1994 löste sich Šenov von Nový Jičín los und bildete eine eigene Gemeinde. Am 20. Mai 1994 erfolgte die Änderung des Gemeindenamens in Šenov u Nového Jičína. Seit 1996 führt die Gemeinde ein neues Wappen und Banner. Anfang Juli 1997 überflutete ein Hochwasser der Jičínka große Teile des Dorfes. Beim Zensus von 2001 lebten in den 427 Häusern von Šenov u Nového Jičína 1957 Personen. Am 24. Juni 2009 überschwemmte eine Sturzflut der Jičínka und Grasmanka innerhalb einer halben Stunde 130 Wohnhäuser, 14 Geschäftshäuser, den Kindergarten, die Grundschule, die Post, die Pension Mc Limon und die Verkaufsstelle; außerdem wurden mehrere Brücken und Stege, Straßen und weitere Teil der Infrastruktur zerstört. Die kommunalen und privaten Schäden wurden auf 110 Mio. Kronen geschätzt.

## Gemeindegliederung
Für die Gemeinde Šenov u Nového Jičína sind keine Ortsteile ausgewiesen. Šenov u Nového Jičína besteht aus den Grundsiedlungseinheiten Malá strana, Na vyhlídce, Pod Salašem und U Sirkového lesa.

## Wirtschaft
Größte Unternehmen sind die Varroc Lighting Systems s.r.o. und die VOP CZ s.p. Außerdem hat in Šenov die Straßenverwaltung des Moravskoslezský kraj p.o. einen Sitz.

## Persönlichkeiten

### Söhne und Töchter der Gemeinde
- Franz Barwig der Ältere (1868–1931), Bildhauer, Holzschnitzer und Restaurator[6]

### Ehrenbürger
- Franz Barwig der Ältere (1868–1931), Bildhauer, Holzschnitzer und Restaurator
- Josef Rotter (1856–1932), Unternehmer[7]
- Paul Gautsch von Frankenthurn (1851–1918), Politiker[8]

## Sehenswürdigkeiten
- Kirche des hl. Martin, eine hölzerne Kirche entstand wahrscheinlich im 13. Jahrhundert. Nach einem Brand wurde sie im 1560 durch einen steinernen Bau ersetzt. Im Jahre 1811 wurde die Kirche umgebaut und erhöht, dabei entstand auch der 36 m hohe Kirchturm. Sie besitzt drei Altäre, das Hochaltarbild des hl. Martin schuf der Wiener Maler Johann Georg Frömel.
- Steinernes Kreuz, vor der Kirche
- Denkmal für die Gefallenen beider Weltkriege, gegenüber der Kirche. Das Relief einer Trauernden entwarf der Bildhauer Franz Barwig der Ältere.
- Kapelle an der Friedhofsmauer neben der Kirche, sie diente früher als Leichenhaus
- Kapelle der Jungfrau Maria im Mitteldorf, sie wurde ab 1989 saniert und im Mai 1991 neu geweiht[9]
- Jüdischer Friedhof Nový Jičín, nahe der Gemarkungsgrenze mit der Unteren Vorstadt (Dolní Předměstí)